# Chāl Gonbad
Chāl Gonbad (persiska: چال گنبد, چالِه گُنبَد) är en ort i Iran.   Den ligger i provinsen Qom, i den centrala delen av landet, 160 km söder om huvudstaden Teheran. Chāl Gonbad ligger 1 383 meter över havet och antalet invånare är 238.
Terrängen runt Chāl Gonbad är kuperad åt sydost, men åt nordväst är den platt.Runt Chāl Gonbad är det ganska tätbefolkat, med 100 invånare per kvadratkilometer. Närmaste större samhälle är Kahak, 17,7 km öster om Chāl Gonbad. Trakten runt Chāl Gonbad består i huvudsak av gräsmarker.